# William Thompson (Ruderer)
William „Bill“ Gluyas Thompson (* 19. Juli 1908 in Napa, Kalifornien; † 8. Februar 1956 in Los Angeles) war ein US-amerikanischer Ruderer. 
Der 1,90 m große William Thompson studierte an der University of California, Berkeley, und gehörte dem Ruderteam der Universitäts-Sportmannschaft Golden Bears an. Bei den Olympischen Spielen 1928 vertrat der Achter der Golden Bears in der Aufstellung Marvin Stalder, John Brinck, Francis Frederick, William Thompson, William Dally, James Workman, Hubert Caldwell, Peter Donlon und Steuermann Donald Blessing die Vereinigten Staaten. Die US-Ruderer siegten in allen fünf Rennen, im Finale besiegten sie den britischen Achter. Damit begründeten sie eine Tradition der Rudermannschaft der Golden Bears, die auch 1932 und 1948 den im olympischen Finale siegreichen Achter stellten.